# Gary Works
41°37′ с. ш. 87°21′ з. д.
Металлургический завод Гэри (англ. Gary Works) — металлургический завод с полным производственным циклом в городе Гэри в США, на южном берегу озера Мичиган. Принадлежит компании «U. S. Steel» и является её крупнейшим металлургическим заводом. В течение десятилетий был крупнейшим в мире металлургическим заводом. Годовая производительность завода составляет 7,5 млн т стали. Основан в 1906 году.
Существует мнение, что завод стал прототипом советской «Магнитки», которая была спроектирована и построена при участии иностранных компаний.

## История
Строительство завода началось в 1906 году. Для этого было куплено 9000 акров земли на покрытом песчаными дюнами берегу озера Мичиган. При строительстве завода были проведены большие подготовительные работы, построена железная дорога, вывезено 11 млн кубических ярдов земли, высушено болота, построены гавань, изменено русло местной реки. Строительство длилось 2 года и 23 июля 1908 года первый рудовоз с железной рудой из Миннесоты был выгружен на завод. Завод был крупнейшим в мире. У завода возник город Гэри, названный по имени главы компании, население которого очень быстро росло.
Завод имел 8 доменных печей, несколько десятков мартеновских печей, коксовый завод. Он выпускал рельсы, листовую сталь, балки и тому подобное. К началу Второй мировой войны завод растянулся вдоль побережья озера Мичиган на 7 миль.
В 1968 году на заводе было 12 относительно малых для своего времени доменных печей, что давали столько же чугуна, сколько могли давать 2-3 современные для того времени доменные печи. В 1974 году вступила в строй новая доменная печь продуктивностью 2,4 млн тонн чугуна в год, заменившая несколько старых печей. Это была самая современная доменная печь США, однако и она была значительно меньше тех, что уже были на то время в СССР, Японии, Германии и Франции.
С 1980 по 1994 годы компания «U. S. Steel» потратила примерно 1 млрд долларов на модернизацию производственных мощностей завода и совершенствования технологии, включая 100 % переход к непрерывному литью заготовок и широкое применение компьютеризованих систем контроля производственных процессов.
В 1988 году количество работников на заводе составляла 7800 человек (в начале 1970-х около 30 000 человек, в 2000 году — 6000, в 2012 году — 5000).

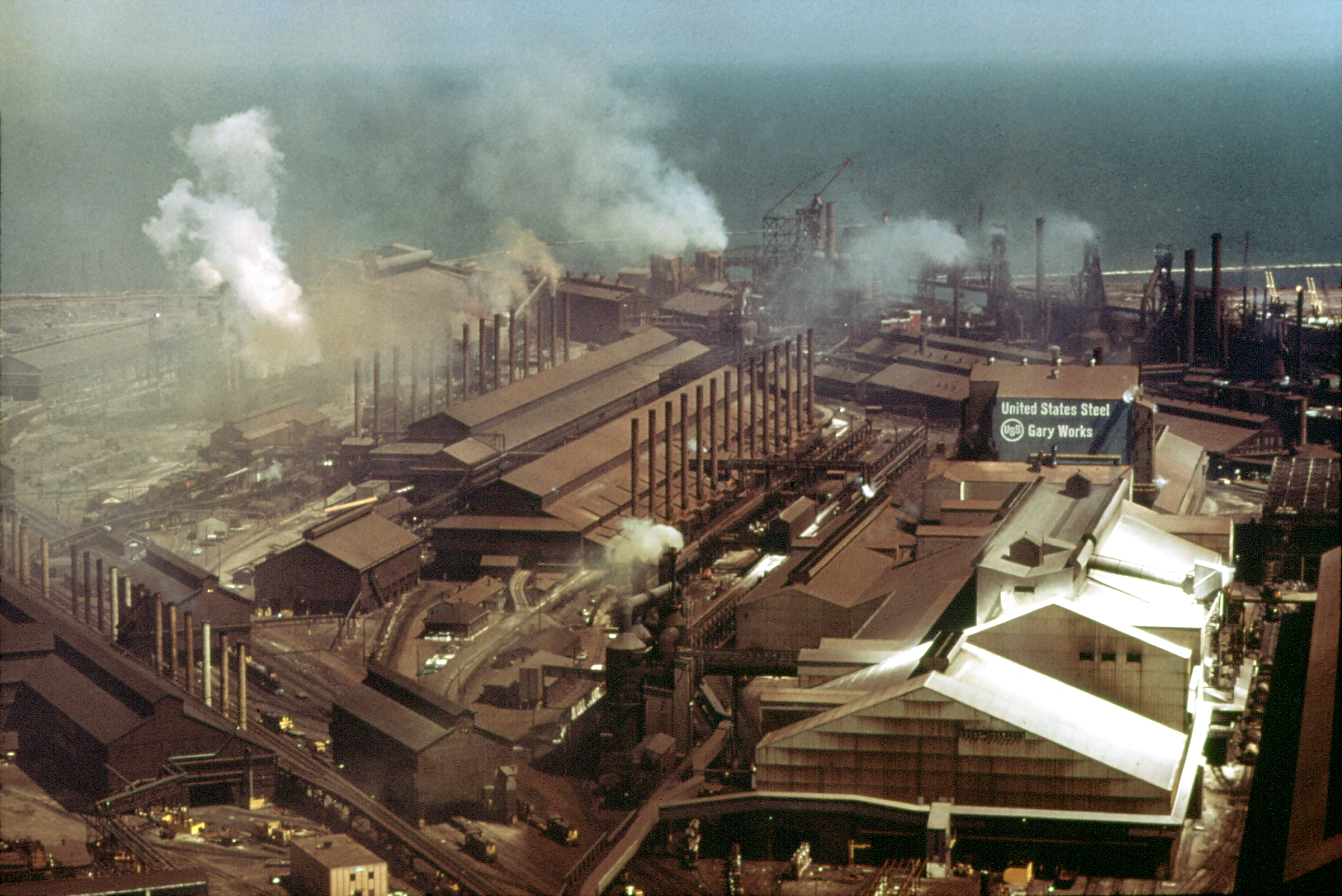
Вид на завод в 1973

## Производственные мощности
По состоянию на 2010-е годы завод имел 4 доменных печи, 3 кислородных конвертеров с верхней подачей кислорода, 3 кислородных конвертеров с подачей кислорода снизу, вакууматор, 3 печи-ковша, 4 установки непрерывной разливки стали для производства слябов, стан горячей прокатки штрипса шириной 84 дюйма (2133 мм), дрессировочный стан горячей прокатки, установку декаприрования, редукционные прокатные станы, линии электролитической очистки, 3 установки для отжига, линию непрерывного отжига, состояние вторичной прокатки, установки электролитического лужения металла шириной 37 и 46 дюймов (940 и 1168 мм).

## Продукция
Завод выпускает толстый листопрокат, листовой прокат в рулонах и луженый листовой прокат. Покупателями горячекатаного, холоднокатаного и оцинкованного листового железа производства завода являются предприятия автомобилестроительной, строительной промышленностей и производители бытовых товаров. Продукция завода используется производителями контейнеров для пищевой промышленности, производителями аэрозольных баллонов, банок для краски, ведер и тому подобное.